# 鹿角花輪站
鹿角花輪站（日语：／ Kazunohanawa eki */?）是位於秋田縣鹿角市花輪字下中島10番，東日本旅客鐵道（JR東日本）的花輪線車站。本站為鹿角市代表車站。由於此站為「花輪線線名由來的車站」，因此被選為東北車站百選之一。

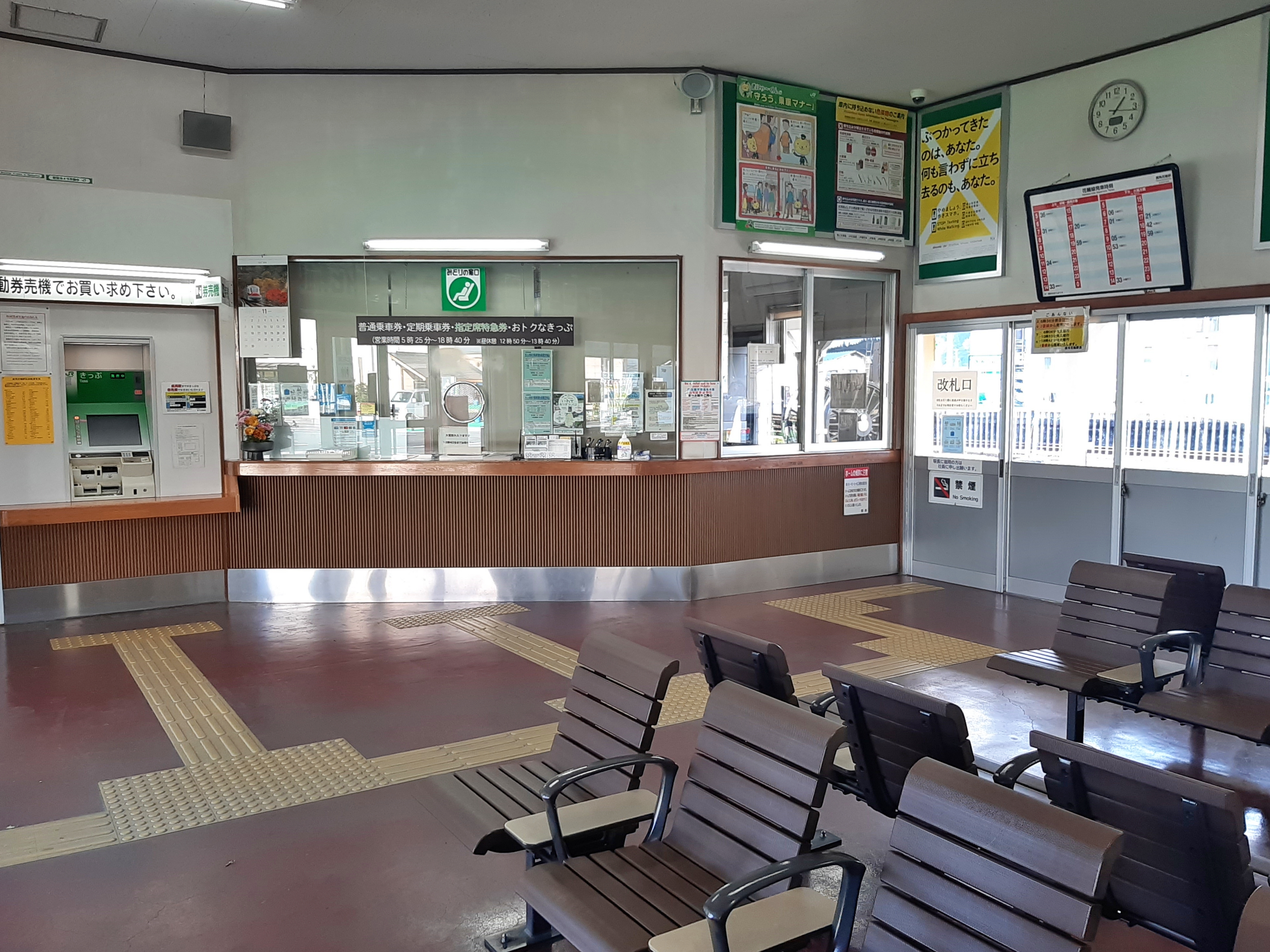
車站內部（2020年11月）

## 歷史
- 1923年（大正12年）11月10日：秋田鐵道（日语：秋田鉄道）毛馬內站至此站開通，此站啟用。當時車站名為陸中花輪站（日语：／）和位於鹿角郡花輪町（日语：花輪町）。
- 1931年（昭和6年）10月17日：鐵道省田山站至此站之間開通。
- 1934年（昭和9年）6月1日：秋田鐵道轉移至由鐵道省（國鐵）管理，在大館站方向的路線編入至花輪線。
- 1956年（昭和31年）3月15日：在車站內設置盛岡客貨車區陸中花輪派出所。
- 1970年（昭和45年）10月20日：盛岡客貨車區陸中花輪派出所廢止。
- 1975年（昭和50年）1月11日：綠色窗口啟用。
- 1984年（昭和59年）2月1日：終止貨物起卸業務。
- 1987年（昭和62年）4月1日：伴隨國鐵分割民營化，車站由東日本旅客鐵道（JR東日本）營運。
- 1995年（平成7年）12月1日：車站改名為鹿角花輪站[1]。
- 1999年（平成11年）12月4日：隨著車站CTC化。此站管理湯瀨溫泉、十和田南、大瀧溫泉、扇田、東大館各站，即是秋田縣內花輪線各站。
- 2002年（平成14年）：被選為東北車站百選之一。
- 2009年（平成21年）6月30日：鹿角花輪站旅行中心廢止。
- 2017年（平成29年）3月31日：KIOSK結業。
- 2018年（平成30年）3月31日：立食蕎麥麵屋結業。

## 車站構造
本站是地面車站，設有1面2線的島式月台，可進行列車交會。此站是直營車站（設有站長和助理）和管理車站，並管理花輪線在秋田縣內的湯瀨溫泉站至東大館站區間的各車站。站內設有綠色窗口和自動售票機。此站曾經設有KIOSK和立食蕎麥麵屋（伯養軒→NRE伯養軒→NRE三國→NRE營運），均在平成末期結業。
此站設有由盛岡運輸區管理的乘務員宿舍。從荒屋新町站為終站的尾班列車會以不載客列車的方式前往此站停泊。

### 月台
| 月台 | 路線    | 上下行 | 方向               |
| ---- | ------- | ------ | ------------------ |
| 1、2 | ■花輪線 | 上行   | 湯瀨溫泉、盛岡方向 |
| 1、2 | ■花輪線 | 下行   | 十和田南、大館方向 |

## 使用狀況
根據「JR東日本」的資料，在2019年度（令和元年度）1日平均乘車人次為193人。
以下列出近年乘車人次變化：
| 年度               | 1日平均 乘車人次 | 參考資料        |
| ------------------ | ---------------- | --------------- |
| 2000年（平成12年） | 446              | [ 利用客数 2 ]  |
| 2001年（平成13年） | 394              | [ 利用客数 3 ]  |
| 2002年（平成14年） | 358              | [ 利用客数 4 ]  |
| 2003年（平成15年） | 329              | [ 利用客数 5 ]  |
| 2004年（平成16年） | 321              | [ 利用客数 6 ]  |
| 2005年（平成17年） | 313              | [ 利用客数 7 ]  |
| 2006年（平成18年） | 318              | [ 利用客数 8 ]  |
| 2007年（平成19年） | 285              | [ 利用客数 9 ]  |
| 2008年（平成20年） | 271              | [ 利用客数 10 ] |
| 2009年（平成21年） | 262              | [ 利用客数 11 ] |
| 2010年（平成22年） | 252              | [ 利用客数 12 ] |
| 2011年（平成23年） | 249              | [ 利用客数 13 ] |
| 2012年（平成24年） | 236              | [ 利用客数 14 ] |
| 2013年（平成25年） | 223              | [ 利用客数 15 ] |
| 2014年（平成26年） | 202              | [ 利用客数 16 ] |
| 2015年（平成27年） | 212              | [ 利用客数 17 ] |
| 2016年（平成28年） | 211              | [ 利用客数 18 ] |
| 2017年（平成29年） | 201              | [ 利用客数 19 ] |
| 2018年（平成30年） | 200              | [ 利用客数 20 ] |
| 2019年（令和元年） | 193              | [ 利用客数 1 ]  |

## 車站周邊
- 鹿角農業協同組合（日语：かづの農業協同組合）（鄰近此站）
- 鹿角市政花輪分所 ※鹿角市政廳總部最近柴平站
- 花輪郵局（日语：花輪郵便局）
- 秋田縣立花輪高等學校（日语：秋田県立花輪高等学校）
- 花之湯（日语：花の湯 (秋田県)）（錢湯/天保7年（1836年）獲得錢湯認可證（風呂牌照），在2014年結業）
- 舊關善酒店本屋（登錄有形文化財）
- 道之驛鹿角（日语：道の駅かづの）
- 東北自動車道 鹿角八幡平交流道
- 史蹟 尾去澤礦山（日语：史跡 尾去沢鉱山）（可使用巴士路線前往）
- 秋田銀行花輪分店
- 北都銀行（日语：北都銀行）鹿角分店
- 東北銀行 (日本)鹿角分店
- 北日本銀行（日语：北日本銀行）鹿角分店
- 秋田縣信用組合（日语：秋田県信用組合）花輪分店

## 巴士路線
車站前設有鹿角花輪站前巴士站。停靠的巴士路線包括前往盛岡站、仙台站、關東方向和大館市方向的城際巴士，以及一般巴士路線。可當為鹿角市的巴士總站。
- 高速巴士
  - 木星號：大宮（埼玉）、池袋（東京）方向（秋北巴士（日语：秋北バス））
  - 陸奧號（日语：みちのく号 (高速バス)）：盛岡方向與大館方向（秋北巴士、岩手縣北巴士（日语：岩手県北自動車））
  - 仙台·大館號（日语：仙台・大館号）：仙台（日语：仙台駅のバス乗り場）、三井奧特萊斯購物城仙台港（日语：三井アウトレットパーク仙台港）方向（秋北巴士）
- 巴士路線（秋北巴士）
  - 大館市方向（厚生醫院前（日语：かづの厚生病院）、勞災醫院前（日语：秋田労災病院）、大館市立綜合醫院（日语：大館市立総合病院）前、大館站）
  - 小坂町方向（早上部分班次停靠小坂高校前（日语：秋田県立小坂高等学校）、小坂交流道）
  - 前往尾去澤（「史蹟 尾去澤礦山（日语：史跡 尾去沢鉱山）」，下車後步行約30分鐘）
  - 前往大湯溫泉（日语：大湯温泉 (鹿角市)）（特別史蹟「大湯環狀列石（日语：大湯環状列石）」，在「環狀列石前」下車）
  - 玉川溫泉（日语：玉川温泉 (秋田県)）、新玉川溫泉、田澤湖方向（冬季暫停服務）
  - 坂比平、志張溫泉方向
- 巴士路線（十和田的士）
  - 十和田南站、大湯溫泉、四之岱、中瀧方向
  - 八郎太郎號 十和田湖方向、八幡平方向（季節性班次）

## 相鄰車站
東日本旅客鐵道（JR東日本）
■花輪線
陸中大里－鹿角花輪－柴平

## 注腳

### 使用狀況
1. 1 2  . 東日本旅客鉄道.   [2020-07-16]. （原始内容存档于2020-07-10） （日语）.
2. ↑  . 東日本旅客鉄道.   [2019-02-16]. （原始内容存档于2019-04-02） （日语）.
3. ↑  . 東日本旅客鉄道.   [2019-02-16]. （原始内容存档于2019-02-22） （日语）.
4. ↑  . 東日本旅客鉄道.   [2019-02-16]. （原始内容存档于2019-04-02） （日语）.
5. ↑  . 東日本旅客鉄道.   [2019-02-16]. （原始内容存档于2019-03-27） （日语）.
6. ↑  . 東日本旅客鉄道.   [2019-02-16]. （原始内容存档于2019-02-23） （日语）.
7. ↑  . 東日本旅客鉄道.   [2019-02-16]. （原始内容存档于2019-04-02） （日语）.
8. ↑  . 東日本旅客鉄道.   [2019-02-16]. （原始内容存档于2019-04-02） （日语）.
9. ↑  . 東日本旅客鉄道.   [2019-02-16]. （原始内容存档于2019-04-02） （日语）.
10. ↑  . 東日本旅客鉄道.   [2019-02-16]. （原始内容存档于2019-02-22） （日语）.
11. ↑  . 東日本旅客鉄道.   [2019-02-16]. （原始内容存档于2019-04-02） （日语）.
12. ↑  . 東日本旅客鉄道.   [2019-02-16]. （原始内容存档于2019-04-02） （日语）.
13. ↑  . 東日本旅客鉄道.   [2019-02-16]. （原始内容存档于2019-04-02） （日语）.
14. ↑  . 東日本旅客鉄道.   [2019-02-16]. （原始内容存档于2019-03-27） （日语）.
15. ↑  . 東日本旅客鉄道.   [2019-02-16]. （原始内容存档于2019-03-06） （日语）.
16. ↑  . 東日本旅客鉄道.   [2019-02-16]. （原始内容存档于2019-03-06） （日语）.
17. ↑  . 東日本旅客鉄道.   [2019-02-16]. （原始内容存档于2019-03-23） （日语）.
18. ↑  . 東日本旅客鉄道.   [2019-02-16]. （原始内容存档于2019-02-14） （日语）.
19. ↑  . 東日本旅客鉄道.   [2019-02-16]. （原始内容存档于2019-03-25） （日语）.
20. ↑  . 東日本旅客鉄道.   [2019-07-07]. （原始内容存档于2019-07-05） （日语）.

## 外部連結
- 車站資訊（鹿角花輪）：東日本旅客鐵道（日語）